# 8. ceremonia wręczenia nagród Gildii Aktorów Ekranowych
8. ceremonia wręczenia nagród Gildii Aktorów Ekranowych odbyła się 9 marca 2002 roku w Shrine Exposition Center w Los Angeles.

## Laureaci i nominowani
Laureaci nagród wyróżnieni są wytłuszczeniem

### Produkcje kinowe

#### Wybitny występ aktora w roli pierwszoplanowej
- Russell Crowe − Piękny umysł
  - Kevin Kline − Życie jak dom
  - Sean Penn − Jestem Sam
  - Denzel Washington − Dzień próby
  - Tom Wilkinson − Za drzwiami sypialni

#### Wybitny występ aktorki w roli pierwszoplanowej
- Halle Berry − Czekając na wyrok
  - Jennifer Connelly − Piękny umysł
  - Judi Dench − Iris
  - Sissy Spacek − Za drzwiami sypialni
  - Renée Zellweger − Dziennik Bridget Jones

#### Wybitny występ aktora w roli drugoplanowej
- Ian McKellen − Władca Pierścieni: Drużyna Pierścienia
  - Jim Broadbent − Iris
  - Hayden Christensen − Życie jak dom
  - Ethan Hawke − Dzień próby
  - Ben Kingsley − Sexy Beast

#### Wybitny występ aktorki w roli drugoplanowej
- Helen Mirren − Gosford Park
  - Cate Blanchett − Włamanie na śniadanie
  - Judi Dench − Kroniki portowe
  - Cameron Diaz − Vanilla Sky
  - Dakota Fanning − Jestem Sam

#### Wybitny występ zespołu aktorskiego w filmie kinowym
- Gosford Park
  - Za drzwiami sypialni
  - Władca Pierścieni: Drużyna Pierścienia
  - Moulin Rouge!
  - Piękny umysł

### Produkcje telewizyjne

#### Wybitny występ aktora w miniserialu lub filmie telewizyjnym
- Ben Kingsley − Anna Frank: cała prawda
  - Alan Alda − Klubowicze
  - Richard Dreyfuss − Zamach na Reagana
  - James Franco − James Dean − buntownik?
  - Gregory Hines − Bojangles

#### Wybitny występ aktorki w miniserialu lub filmie telewizyjnym
- Judy Davis − Historia Judy Garland
  - Angela Bassett − Gdzieś w Luizjanie
  - Anjelica Huston − Mgły Avalonu
  - Sissy Spacek − Oskarżona
  - Emma Thompson − Dowcip

#### Wybitny występ aktora w serialu dramatycznym
- Martin Sheen − Prezydencki poker
  - Richard Dreyfuss − Profesor Max Bickford
  - Dennis Franz − Nowojorscy gliniarze
  - James Gandolfini − Rodzina Soprano
  - Peter Krause − Sześć stóp pod ziemią

#### Wybitny występ aktorki w serialu dramatycznym
- Allison Janney − Prezydencki poker
  - Lorraine Bracco − Rodzina Soprano
  - Stockard Channing − Prezydencki poker
  - Tyne Daly − Potyczki Amy
  - Edie Falco − Rodzina Soprano
  - Lauren Graham − Kochane kłopoty

#### Wybitny występ aktora w serialu komediowym
- Sean Hayes − Will & Grace
  - Peter Boyle − Wszyscy kochają Raymonda
  - Kelsey Grammer − Frasier
  - David Hyde Pierce − Frasier
  - Ray Romano − Wszyscy kochają Raymonda

#### Wybitny występ aktorki w serialu komediowym
- Megan Mullally − Will & Grace
  - Jennifer Aniston − Przyjaciele
  - Kim Cattrall − Seks w wielkim mieście
  - Patricia Heaton − Wszyscy kochają Raymonda
  - Sarah Jessica Parker − Seks w wielkim mieście

#### Wybitny występ zespołu aktorskiego w serialu dramatycznym
- Prezydencki poker
  - CSI: Kryminalne zagadki Las Vegas
  - Prawo i porządek
  - Sześć stóp pod ziemią
  - Rodzina Soprano

#### Wybitny występ zespołu aktorskiego w serialu komediowym
- Seks w wielkim mieście
  - Will & Grace
  - Wszyscy kochają Raymonda
  - Frasier
  - Przyjaciele

### Nagroda za osiągnięcia życia
- Edward Asner